# Gerontology Research Group
Gerontology Research Group (GRG) é um grupo formado no início da década de 1990, e constituído por investigadores na área da gerontologia, que se reúnem mensalmente na UCLA em Los Angeles.

 O objetivo atual deste grupo é identificar pessoas que tenham atingido a idade de 110 anos (os chamados supercentenários).

O grupo foi co-fundado por L. Stephen Coles, diretor e tesoureiro da Supercentenarian Research Foundation,

e por Steven M. Kaye.

As edições do Livro Guinness dos Recordes indicam o GRG como a autoridade de validação da categoria "pessoas mais velhas".

O GRG começou como uma organização para investigar os limites da longevidade de mamíferos, mas por volta de 1999 formou-se um comité para investigar as reivindicações de longevidades extremas.

## Metodologia
Quando alguém alega ter uma longevidade extrema terá de fazer a prova dessa longevidade através de apresentação de pelo menos três documentos. Esses documentos geralmente são certidões de nascimento, batismo ou de casamento, ou então relatórios feitos durante um censo demográfico. Este controlo é essencial, porque a fraude nestes casos é muito frequente. Os especialistas da GRG reconhecem que ficam muitos casos por provar, visto que os supercentenários de hoje são pessoas nascidas nos finais do século XIX e princípio do século XX, numa época em que a maior parte dos países não tinha um registo civil exaustivo.
Embora haja uma distribuição aleatória de entradas (pela validação) e de saídas (pela morte) na lista de supercentenários, o número destes oscila à volta de 90 supercentenários validados, dos quais cerca de 10 são homens.